# Heidgraben
Heidgraben település Németországban, Schleswig-Holstein tartományban. Lakosainak száma 2787 fő (2023. december 31.).

## Népesség
A település népességének változása:
| Lakosok száma | 1510 | 2675 | 2724 | 2717 | 2739 | 2787 |
|               | 1975 | 2017 | 2019 | 2021 | 2022 | 2023 |